# Tegra X1
NVIDIA Tegra X1 (кодовое название — NVIDIA Erista/NVIDIA Mariko) — шестое поколение системы на кристалле семейства NVIDIA Tegra, разработанного американской компанией NVIDIA для коммуникаторов, планшетов, смартбуков, игровых консолей, автомобильных систем и других устройств.

## История
Представлена генеральным директором NVIDIA Дженсеном Хуангом на выставке Consumer Electronics Show в январе 2015 года. Летом 2019 была представлена обновлённая версия чипа с использованием более совершенного техпроцесса.

## Процессор
В платформе NVidia Tegra X1 используются четыре процессорных ядра Cortex-A57 и четыре Cortex-A53 (big.LITTLE). Процессор производится по 20-нм техпроцессу. Вскоре процессор начал производиться по 16-нм техпроцессу.

## Графический процессор
Tegra X1 имеет GPU с 256 ядрами с архитектурой NVIDIA Maxwell, поддерживает DirectX 12, OpenGL 4.5, CUDA, OpenGL ES 3.1, Vulkan API и набор расширений AEP.
Видео: 4K-видео с поддержкой кодеков H.265, VP9 и частотой смены кадров 60 fps.
Возможности воспроизведения: 4K × 2K с частотой 60 Гц, 1080p с частотой 120 Гц.

## Применение
Tegra X1 впервые использовала компания NVIDIA в своей ТВ-приставке SHIELD Console.
В сентябре 2015 года компания Google анонсировала планшет Pixel C, также построенный на базе этой однокристалльной системы.
3 марта 2017 компанией Nintendo была выпущена гибридная игровая приставка Nintendo Switch.
В 2019 компания Nintendo представила «упрощённую» версию Nintendo Switch Lite, в которой использовалась новая версия чипа.